# Nigrignano (Capodistria)
Nigrignano (in sloveno Grinjan) è una frazione di 104 abitanti del comune sloveno di Capodistria, la città principale dell'Istria settentrionale.

## Geografia fisica
L'abitato sparso di Nigrignano, toponimo di indubbia origine latina, è posto in basso, lungo le pendici di Monte di Capodistria. Sono abitazioni antiche, contadine, poste su un dosso coltivato a vigneti che si protende nella valle del Cornalunga, di fronte a Paderno. Ad ovest scorre il torrente Piasentin che forma la bella vallata fra Perariòl e Bossamarino, ed il cui nome deriva dalla famiglia Piacentino.